# القمة الخليجية 1982 (المنامة)
القمة الخليجية 3  هي قمة قادة دول مجلس التعاون لدول الخليج العربية عقدت في 9 نوفمبر 1982 في مدينة المنامة في دولة البحرين.